# Sophie et Sophie
Pour les articles homonymes, voir Sophie.
Sophie et Sophie est une série télévisée française, de format shortcom, créée par Frank Bellocq et Ève-Sophie Santerre, et diffusée dans l'émission Le Grand Journal sur Canal+, du 29 août 2012 au 30 juin 2013. Il s'agit d'une série dérivée, les deux héroïnes principales étant issues de WorkinGirls, une autre série télévisée de Canal+.

## Synopsis
Sophie et Sophie décrit le quotidien de deux jeunes hôtesses d'accueil et standardistes au comportement décalé : elles sont irrespectueuses et plutôt fainéantes. Elles portent des tenues toujours identiques et partagent les mêmes avis simplistes sur l'actualité et les phénomènes de société.

## Fiche technique
- Création : Frank Bellocq et Ève-Sophie Santerre
- Réalisation : Sylvain Fusée
- Pays d'origine :  France
- Langue originale : français
- Genre : comédie

## Distribution
- Alice Belaïdi : Sophie (la brune)
- Clémence Faure : Sophie (la blonde)